# Diego Rossi
Diego Martín Rossi Marachlian (ur. 5 marca 1998 w Montevideo) – urugwajski piłkarz pochodzenia włoskiego i ormiańskiego występujący na pozycji skrzydłowego, reprezentant Urugwaju, od 2023 roku zawodnik amerykańskiego klubu Columbus Crew występującego w MLS.
Jest bratem Nicolása Rossiego, również piłkarza.